# Биотероризам
Биотероризам је употреба биолошких и хемијских агенаса у ваздуху, води или храни како би се изазвала смрт већег броја људи или социјалне сметње. Данас се најчешће користе антракс, ботулизам, куга и друге болести које могу изазвати фатални исход. Мада акције могу имати размере злочина против човечанства, најчешће за циљ имају изазивање масовне панике и психолошки ефекат, тако да биотероризам спада и у облике психолошког ратовања. Мотивација је обично да се нашкоди перципираном непријатељу, добије публицитет, дају политичке изјаве или докаже моћ.